# Србољуб Живановић
Србољуб Живановић (Сарајево, 21. децембар 1933 — Лондон, 1. јануар 2024) био је српски антрополог, палеопатолог, директор Европског института за изучавање историје древних Словена (European Institute of Early Slavonic Studies) у Лондону, председник Међународне комисије за утврђивање истине о Јасеновцу, председник Фонда за истраживање геноцида, и члан Словенске академије наука и умјетности.

## Биографија
Рођен је у Сарајеву у Краљевини Југославији пред Други свјетски рат.
Отац му је био жељезнички чиновник на Жељезницама Краљевине Југославије, а из Сарајева су заједно побјегли због злочина над Србима 1941. године. Из Сарајева 1941. одлазе за Вишеград, затим Лајковац, а након тога у Ваљево, гдје је Србољуб завршио други разред основне школе. Током Другог свјетског рата након Ваљева се сели за Београд, гдје је као дјете гледао извлачење српских лешева на ушћу Саве у Дунав, гдје су испод тврђаве Калемегдан на локацији код куле Небојша налази масовна гробница у којој су сахрањени лешеви Срба које је доносила ријека Сава са територије Независне Државе Хрватске.
Антропологијом је почео да се бави 1954. током студија медицине, након чега 1959. постаје асистент проф. Бранка Шљивића на Анатомском институту Медицинског факултета Универзитета у Београду, а након тога прелази на новоосновани Медицински факултет Универзитета у Новом Саду.

### Југословенска Комисија судских антрополога за Јасеновац
Био је члан југословенске Комисије судских антрополога која је 1964. вршила ископавање масовних гробница у усташком логору смрти Јасеновац. Пошто се 1964. године јако мало јавно говорило о страдању у усташком логору смрти Јасеновац, чланови Комисије су се међусобно договорили да свако води свој дневник, који су сви чланови Комисије потписали. Југословенске власти нису никада јавно објавиле извјештаје Комисије. Комисија је вршила ископавања масовних гробница на простору јасеновачког логора Доња Градина, а југословенске власти су забраниле члановима Комисије да имају било какав контакт са јавношћу. Новинарима и фотографима је био забрањен приступ. Комисија је вршила ископавања великих шанчева, и специјалних бушилица које су кориштене за лоцирање масовних гробница, јер су сва обиљежја на подручју логора смрти непосредно након рата по одлуци југословенских власти прекопана булдожерима и тенковима, заједно са остацима усташког логора смрти Јасеновац.
| „                   | Знате, то је рађено двадесет година по ослобођену логора и задах је био грозан. У лобањама су се налазили остаци мозга и они су послати на обраду у Завод за судску медицину у Љубљану. Још онда смо дошли до закључка да је близу двадесет одсто жртава живо отишло у гроб, што су страшна сазнања. Од ударца у главу могло се умрети на лицу места, али ако је маљ скренуо и није пробио лобању, створио велико унутрашње крвављење, то је могло одмах да однесе живот, а могло је да траје и више недеља па да жртва лагано умире. Они који су на тај начин страдали нису умирали неколико недеља, већ највише неколико дана, јер су то били тешки ударци, а жртве су биле бацане у јаме тако да је и то убрзавало умирање. | ” |
| — Србољуб Живановић | |   |

Комисија је на простору усташког логора смрти Доња Градина вршила ископавања великих рака, односно масовних гробница у којима су масовно сахрањиване жртве које су довођене директно из села у којима су их усташе ухватиле, и одмах убијале код претходно ископаних великих рака. Приликом ископавања је пронађен великих број личних предмета, као што су дјечје флашице за млијеко, златници, крстићи, што је указивало да, у логору смрти Доња Градина, починиоци злочина нису имали времена ни да опљачкају жртве, као и то да су масовна убиства вршена толико често да џелати нису имали времена за пљачку.
| „                   | Јасеновачке жртве су клане или спреда, тако што им је пресецан гркљан, при чему се не повређују велики крвни судови па човек лагано умире крварећи некада и данима. Али ако се са стране засече један од великих крвних судова, великих артерија, жртва је моментално мртва. Било је и једног и другог начина клања у Јасеновцу. | ” |
| — Србољуб Живановић | |   |

Комисија је на основу извршених ексхумација масовних гробница израчунала приближан број усташких жртава, са напоменом да се у број жртава у масовним гробницама не убрајају жртве које се убијане на тополама ужаса, затим жртве чији остаци су спаљени у Пичилијевој пећи, жртве убијене ван логора, или жртве чији су лешеви бачени у ријеку Саву. Комисија је у масовним гробницама на простору јасеновачког логора Доња Градина, на простору од два квадратна метра (површини једног просечног гроба), у просјеку проналазила двадесет седам лешева (27).
| „                   | На два квадратна метра, површини једног просечног гроба, било је сахрањено у просеку двадесет седам људи, једни преко других. Када се истражује једна таква рака, па када у руке узмете поломљену лобању једногодишњег детета, то вас промени заувек. Када год говорим о томе, па и у овом моменту, ја се потресем, а ја сам као судски антрополог свашта видео и навикнут сам на свашта. Онда можете замислити какав је то осећај био. Када видите цуцле, кантице за млеко, флашице... | ” |
| — Србољуб Живановић | |   |

Прије ексхумације жртава система усташких логора смрти Јасеновац, Србољуб Живановић је отишао у логор Аушвиц, да би се упознао са начином истраживања спроведеним у том логору. Комисија је тада утврдила да се у масовним гробницама налазило седам стотина и тридесет хиљада жртава (730 000).

## Одлазак из Југославије
Након завршетка рада југословенске Комисије судских антрополога за систем усташких логора смрти Јасеновац, југословенске власти су одбиле да објаве извјештаје Комисије, а Србољуб Живановић недуго потом напушта Југославију и одлази у Африку гдје се као већ искусни антрополог прикључује међународном тиму антрополога. Након експедиције у Африци, Србољуб је покушао да се врати у Југославију, али су му власти то забраниле. На позив Лондонског универзитета, 1968. одлази у Уједињено Краљевство и прикључује се Медицинском факултету Светог Вартоломеја у Лондону. Године 1982. у Лондону издаје уџбеник у којем објављује властити метод за узимање узорака са скелета, који је данас прихваћен у читавом свијету. Редовни члан Међународне словенске академије наука и уметности постаје 1995. године, те председник Британског и Ирског одјељења исте. Био је врло близак сарадник покојног Милана Булајића.
| „                   | Нико нема право да некоме опрашта у име оних чија је ћутња вечна. | ” |
| — Србољуб Живановић |                                                                   |   |

## Награде
- Награда Растко Петровић, за књигу „Јасеновац“, коју додјељује Матица исељеника Србије „за најбоље аутентично дјело од националног значаја“ 2009. године.[7]

## Дела
- Живановић Србољуб: Хрватски геноцид против Срба,Јевреја и Рома, Пешић и синови, (2018)
- Живановић Србољуб: Борба за веру, Пешић и синови, (2015)
- Живановић Србољуб: Кромањонци у Ђердапу
- Живановић Србољуб: Јасеновац, Српска књига, (2009)
- Живановић Србољуб: Медицинска антропологија: погледи и размишљања, Академија Нова, Центар за истраживање и производњу идеја, Београд, (1997)
- Живановић Србољуб: Болести древних људи: основи палеопатологије, Српска књижевна задруга, Београд, (1984) (2000)
- Живановић Србољуб: Ancient Diseases: The Elements of Paleopathology, Methuen & Co. ltd, London (1982)
- Живановић Србољуб: Патологија: са 1260 илустрација и 7 слика у боји, Научна књига, Београд, (1975)
- Живановић Србољуб: Анатомија и физиологија: за медицинске школе, Научна књига, Београд, (1965)
- Живановић Србољуб: Основи остеологије и антропометрије, Универзитет у Београду, Београд, (1964)